# قطارات هانشين 1000
سلسلة قطارات هانشين 1000 (باليابانية: 阪神電鉄1000系) هي نوع من قطارات الركاب الكهربائية متعددة الوحدات، تُشغّلها شركة سكة حديد هانشين، وهي شركة سكك حديدية خاصة في اليابان. دخلت هذه السلسلة الخدمة عام 2007 ضمن خطة تحديث أسطول الشركة وتحسين الراحة وكفاءة النقل.

## التصنيع والتصميم
تم تصنيع القطارات بواسطة كاواساكي للصناعات الثقيلة، وهي مصممة بهيكل من الألومنيوم خفيف الوزن. تضم كل مجموعة 6 عربات، وتتمتع بتجهيزات داخلية حديثة تشمل:
- مقاعد مرتبة على الطراز العرضي والطولي
- شاشات عرض رقمية للمعلومات
- أنظمة تكييف فعالة
- إمكانية الوصول لذوي الاحتياجات الخاصة

## التشغيل
تُستخدم هذه القطارات على خطوط هانشين الأساسية، بما في ذلك:
- خط مينامي أوساكا
- خط هانكيو – هانشين المشترك

وتُشغّل عادة في خدمات النقل السريع وشبه السريع بين مدن أوساكا وكوبي.

## الأداء
تصل سرعة القطار القصوى إلى 110 كم/س، ويعمل على تيار مستمر بجهد 1,500 فولت يتم استمداده من أسلاك علوية، ويستخدم نظام تحكم حديث يساهم في كفاءة استهلاك الطاقة وتقليل الضوضاء.

## وصلات خارجية
- صفحة سلسلة 1000 على الموقع الرسمي لشركة هانشين
- مواصفات من شركة كاواساكي